# 行岡忠雄
行岡 忠雄（ゆきおか ただお、1901年（明治34年）2月18日 - 1974年（昭和49年）4月27日）は、日本の医師、医学博士、柔道整復師。

## 略歴
大阪医科大学（現・大阪大学医学部）卒。日本初 の柔道整復師養成施設である大阪接骨学校（昭和7年）と、行岡外科病院（大阪接骨学校附属行岡外科病院）（昭和9年）を設立する。
大阪府柔道整復師会 会長（1933年、1957年5月）、社団法人 大阪府医師会会長(1954年4月）、大阪府保険医協会理事長（1953年4月）、大阪市会議員（1951年以降連続6期）などを歴任。
大阪接骨学校（現：行岡医学技術専門学校・大阪行岡医療専門学校長柄校）の創設者。
1974年大阪市議のまま急性心不全のため、阪大病院で死去。

## 受賞
保健衛生功労者として藍綬褒章（1964年11月）、
教育医療功績者として勲四等旭日小綬章（1972年4月）を叙勲される。